# Sukanya Srisurat
Sukanya Srisurat, född 3 maj 1995 i Chon Buri, är en thailändsk tyngdlyftare.
Srisurat blev olympisk guldmedaljör i 58-kilosklassen i tyngdlyftning vid sommarspelen 2016 i Rio de Janeiro.